# Giuseppe Scarlata
Giuseppe Scarlata (Villalba, 18 ottobre 1858 – Muro Lucano, 5 aprile 1935) è stato un vescovo cattolico italiano.

## Biografia
Nacque a Villalba il 18 ottobre 1858 da una famiglia di cattolici praticanti. Ordinato sacerdote per il clero nisseno, fu arciprete di Villalba dal 1897 al 1911. Fu una figura eminente, legata al movimento cattolico, che negli anni di inizio secolo ebbe nel piccolo comune del nisseno uno dei centri più vivi. A lui si devono la fondazione della cassa rurale 1898 e altre cooperative di lavoro e di consumo. Il fratello sacerdote, don Angelo, nel 1911 gli succedette in qualità di arciprete, continuando l'opera sociale intrapresa dal fratello. 
Il 27 novembre 1911 papa Pio X lo elevò alla dignità episcopale nominandolo vescovo di Muro Lucano. Ricevette la consacrazione episcopale il 30 gennaio 1912 dal vescovo Antonio Augusto Intreccialagli. Morì a Muro Lucano il 5 aprile 1935 all'età di 76 anni.

## Genealogia episcopale
La genealogia episcopale è:
- Cardinale Scipione Rebiba
- Cardinale Giulio Antonio Santori
- Cardinale Girolamo Bernerio, O.P.
- Arcivescovo Galeazzo Sanvitale
- Cardinale Ludovico Ludovisi
- Cardinale Luigi Caetani
- Cardinale Ulderico Carpegna
- Cardinale Paluzzo Paluzzi Altieri degli Albertoni
- Papa Benedetto XIII
- Papa Benedetto XIV
- Papa Clemente XIII
- Cardinale Marcantonio Colonna
- Cardinale Giacinto Sigismondo Gerdil, B.
- Cardinale Giulio Maria della Somaglia
- Cardinale Carlo Odescalchi, S.I.
- Cardinale Costantino Patrizi Naro
- Cardinale Lucido Maria Parocchi
- Cardinale Girolamo Maria Gotti, O.C.D.
- Arcivescovo Antonio Augusto Intreccialagli, O.C.D.
- Vescovo Giuseppe Scarlata